# Holohirkî, Zolociv
Holohirkî (în ucraineană Гологірки) este un sat în comuna Velîka Vilșanîțea din raionul Zolociv, regiunea Liov, Ucraina.

## Demografie
Componența lingvistică a localității Holohirkî
     Ucraineană (100%)
Conform recensământului din 2001, toată populația localității Holohirkî era vorbitoare de ucraineană (100%).